# 위린시 (광시 좡족 자치구)
위린(중국어: 玉林, 병음: Yùlín, 좡어:Yoglinz)은 중국 광시 좡족 자치구의 14개의 지급시 중 하나이다.

## 지리
위린은 광시 좡족 자치구의 남동쪽에 위치하며 광둥성과 접한다. 구릉성 분지 지역으로 면적은 12,839 km2이다. 평지가 17.4%, 구릉이 49.4%, 산지가 33%를 차지한다.
위린의 기후는 아열대성 계절풍 기후이다. 연평균 기온은 21 °C이고 연평균 강수량은 1650mm이다. 연일조시간은 1795시간이고 무상일수는 346일이다.
| Yulin, Guangxi의 기후    | Yulin, Guangxi의 기후 | Yulin, Guangxi의 기후 | Yulin, Guangxi의 기후 | Yulin, Guangxi의 기후 | Yulin, Guangxi의 기후 | Yulin, Guangxi의 기후 | Yulin, Guangxi의 기후 | Yulin, Guangxi의 기후 | Yulin, Guangxi의 기후 | Yulin, Guangxi의 기후 | Yulin, Guangxi의 기후 | Yulin, Guangxi의 기후 | Yulin, Guangxi의 기후 |
| 월                       | 1월                   | 2월                   | 3월                   | 4월                   | 5월                   | 6월                   | 7월                   | 8월                   | 9월                   | 10월                  | 11월                  | 12월                  | 연간                  |
| ------------------------ | --------------------- | --------------------- | --------------------- | --------------------- | --------------------- | --------------------- | --------------------- | --------------------- | --------------------- | --------------------- | --------------------- | --------------------- | --------------------- |
| 일평균 최고 기온 °C (°F) | 16.9 (62.4)           | 17.4 (63.3)           | 21.2 (70.2)           | 25.5 (77.9)           | 29.4 (84.9)           | 30.7 (87.3)           | 32.1 (89.8)           | 31.6 (88.9)           | 30.7 (87.3)           | 27.8 (82.0)           | 23.2 (73.8)           | 19.2 (66.6)           | 25.5 (77.9)           |
| 일일 평균 기온 °C (°F)   | 12.8 (55.0)           | 13.9 (57.0)           | 17.7 (63.9)           | 22.0 (71.6)           | 25.7 (78.3)           | 27.2 (81.0)           | 28.4 (83.1)           | 27.8 (82.0)           | 26.7 (80.1)           | 23.5 (74.3)           | 18.7 (65.7)           | 14.7 (58.5)           | 21.6 (70.9)           |
| 일평균 최저 기온 °C (°F) | 8.8 (47.8)            | 10.4 (50.7)           | 14.2 (57.6)           | 18.6 (65.5)           | 22.1 (71.8)           | 23.7 (74.7)           | 24.7 (76.5)           | 24.0 (75.2)           | 22.7 (72.9)           | 19.2 (66.6)           | 14.3 (57.7)           | 10.2 (50.4)           | 17.7 (64.0)           |
| 평균 강수량 mm (인치)    | 43 (1.7)              | 70 (2.8)              | 73 (2.9)              | 166 (6.5)             | 225 (8.9)             | 230 (9.1)             | 189 (7.4)             | 230 (9.1)             | 116 (4.6)             | 63 (2.5)              | 39 (1.5)              | 31 (1.2)              | 1,475 (58.2)          |
| 출처: Climate-Data.org   |                       |                       |                       |                       |                       |                       |                       |                       |                       |                       |                       |                       |                       |

## 역사
이 지역의 유물들은 진나라 때부터 이 곳에 사람들이 살았었음을 보여주나 위린이라는 이름의 군이 설치된 것은 한나라 초기의 일이다. 위린의 도시 중심부는 996년에 주가 되었다. 1997년 4월에 지급시인 위린시가 설립되었다.
고대 이래로 위린은 중원과 화남 특히 통킹만 해안과의 교역과 통신의 중심지이다.

## 언어와 문화
몇몇 중국의 언어학자들은 광둥어의 위린 방언이 고대 중국어의 원형을 가장 잘 보존하고 있다고 주장한다. 그것은 당나라 때의 시와 운율 형식이 비슷하게 들린다.

## 경제
위린은 천연 자원이 풍부하다. 중요한 광물 자원들로 화강암, 석회석, 철, 귀석이 있다. 또한 광시의 가장 큰 고령토 공급원이다. 주요 농산품으로는 쌀, 바나나, 토마토, 귤, 망고, 용안, 아니스, 차, 사탕수수와 소, 돼지, 거위, 닭과 같은 가축이 있다. 공산품으로는 기계, 건자재, 가공된 식품, 화학 제품, 의약품, 담배, 도기가 있다.

## 관광
위린에는 아름다운 자연 풍광과 풍부한 문화 유산이 있다. 온천으로 유명하고 중국에서 가장 오래되고 유명한 탑들 중 하나가 있다.

## 행정 구역

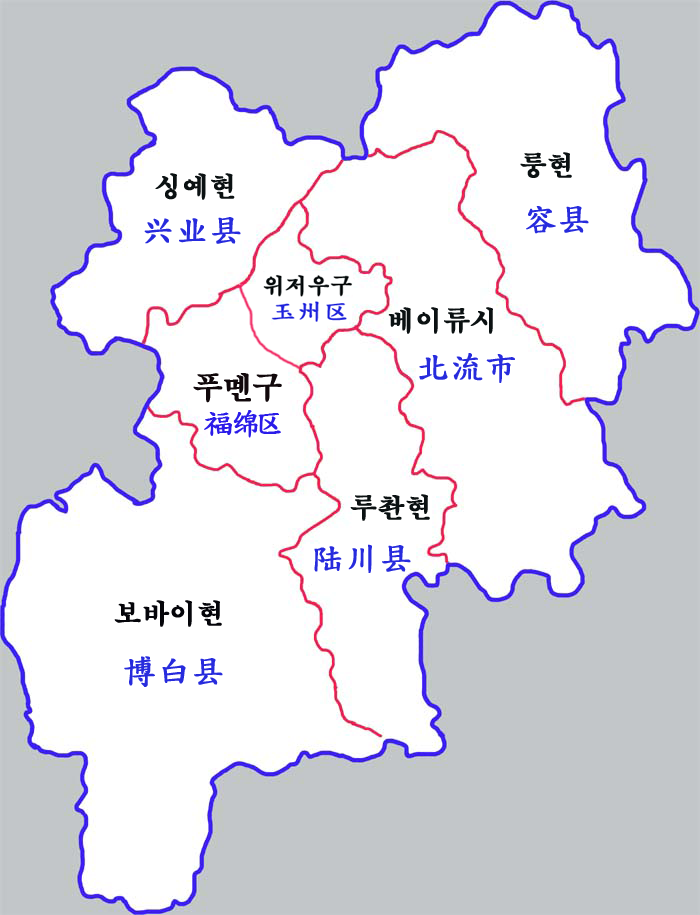
위린시 현급구역

2개 시할구, 1개 현급시, 4개 현을 관할한다.
시할구
- 위저우구(玉州区)
- 푸몐구(福绵区)

현급시
- 베이류시(北流市)

현
- 룽현(容县)
- 루촨현(陆川县)
- 보바이현(博白县)
- 싱예현(兴业县)